# Fatima (filme de 2020)
Fatima (prt: Fátima; bra: Fátima – A História de um Milagre) é um filme estadunidense de 2020 dirigido por Marco Pontecorvo. O filme retrata o aparecimento de Nossa Senhora de Fátima aos três pastorinhos, na Cova da Iria, em 1917. O elenco reúne Harvey Keitel, Goran Visnjic, Joaquim de Almeida e Sônia Braga.

## Elenco
- Joaquim de Almeida como Padre Ferreira
- Goran Visnjic como Artur
- Stephanie Gil como Lúcia dos Santos (jovem)
  - Sônia Braga como Irmã Lucia / Lúcia dos Santos (idosa)
- Alejandra Howard como Jacinta Marto, prima de Lúcia
- Jorge Lamelas como Francisco Marto, primo de Lúcia
- Lúcia Moniz como Maria Rosa
- Marco D'Almeida como António
- Joana Ribeiro como Virgem Maria
- Harvey Keitel como Professor Nichols
- Alba Baptista como Sra. Lopez Filha
- João Arrais como Manuel Santos

## Lançamento
O filme foi originalmente agendado para lançamento em 24 de abril, mas foi posteriormente adiado para 14 de agosto de 2020, e novamente até 28 de agosto, devido à pandemia de COVID-19.

## Recepção
No Rotten Tomatoes, o filme tem uma taxa de aprovação de 59% com base em 44 críticas. O consenso crítico do site diz: "Difícil de não respeitar, mas difícil de amar, Fátima dramatiza com competência uma incrível história real". No Metacritic, tem uma pontuação de 51% com base nas 10 avaliações, indicando "críticas mistas ou médias".